# Mistrzostwa świata U-19 w rugby union mężczyzn
Mistrzostwa świata U-19 w rugby union mężczyzn – oficjalny międzynarodowy turniej rugby union mający na celu wyłonienie najlepszej na świecie męskiej reprezentacji narodowej złożonej z zawodników do lat dziewiętnastu. Organizowany był corocznie w latach 2004–2007 przez IRB, a wyewoluował z turnieju utworzonego przez FIRA w 1969 roku. Wraz z mistrzostwami U-21 został zastąpiony w 2008 roku przez mistrzostwa świata juniorów w rugby union i Junior World Rugby Trophy przeznaczone dla zawodników do lat dwudziestu.

## FIRA Tournament
FIRA zorganizowało pierwszy turniej w 1969 roku.
| Edycja | Rok  | Gospodarz           | Pozycja        | Pozycja        | Pozycja         |
| Edycja | Rok  | Gospodarz           | 1.             | 2.             | 3.              |
| ------ | ---- | ------------------- | -------------- | -------------- | --------------- |
| I      | 1969 | Barcelona           | Francja U-19   | Maroko U-19    | Rumunia U-19    |
| II     | 1970 | Vichy               | Francja U-19   | Hiszpania U-19 | Włochy U-19     |
| III    | 1971 | Casablanca          | Francja U-19   | Włochy U-19    | Rumunia U-19    |
| IV     | 1972 | Rzym                | Rumunia U-19   | Hiszpania U-19 | Francja U-19    |
| V      | 1973 | Bukareszt           | Rumunia U-19   | Francja U-19   | Hiszpania U-19  |
| VI     | 1974 | Heidelberg          | Francja U-19   | Rumunia U-19   | Hiszpania U-19  |
| VII    | 1975 | Madryt              | Francja U-19   | Rumunia U-19   | Hiszpania U-19  |
| VIII   | 1976 | Albi                | Francja U-19   | Rumunia U-19   | Hiszpania U-19  |
| IX     | 1977 | Hilversum           | Francja U-19   | Włochy U-19    | Portugalia U-19 |
| X      | 1978 | Salsomaggiore Terme | Francja U-19   | Włochy U-19    | ZSRR U-19       |
| XI     | 1979 | Lizbona             | Francja U-19   | ZSRR U-19      | Włochy U-19     |
| XII    | 1980 | Tunezja             | Francja U-19   | Włochy U-19    | Hiszpania U-19  |
| XIII   | 1981 | Madryt              | Francja U-19   | Hiszpania U-19 | Włochy U-19     |
| XIV    | 1982 | Genewa              | Francja U-19   | Włochy U-19    | Hiszpania U-19  |
| XV     | 1983 | Casablanca          | Francja U-19   | Włochy U-19    | Hiszpania U-19  |
| XVI    | 1984 | Warszawa            | Włochy U-19    | Francja U-19   | Hiszpania U-19  |
| XVII   | 1985 | Bruksela            | Francja U-19   | Włochy U-19    | Rumunia U-19    |
| XVIII  | 1986 | Bukareszt           | Francja U-19   | Włochy U-19    | Rumunia U-19    |
| XIX    | 1987 | Berlin Zachodni     | Argentyna U-19 | Francja U-19   | ZSRR U-19       |
| XX     | 1988 | Makarska            | Francja U-19   | ZSRR U-19      | Włochy U-19     |
| XXI    | 1989 | Portugalia          | Argentyna U-19 | ZSRR U-19      | Francja U-19    |
| XXII   | 1990 | Treviso             | Argentyna U-19 | Francja U-19   | Włochy U-19     |
| XXIII  | 1991 | Tuluza              | Argentyna U-19 | Francja U-19   | Włochy U-19     |

## IRB/FIRA-AER World Junior Championship
Od 1992 roku Międzynarodowa Rada Rugby postanowiła współfinansować turniej, co dało szansę na uczestnictwo większej liczbie reprezentacji. Z racji na fakt, iż co roku do zawodów przystępowała inna liczba zespołów, pociągało to za sobą zmianę systemu rozgrywek, który jednak w ostatnich czterech edycjach ustabilizował się. Rywalizacja w dwóch szesnastozespołowych dywizjach odbywała się wówczas klasycznym systemem pucharowym, a dwie najsłabsze drużyny dywizji A w następnej edycji zastępowali finaliści dywizji B.
| Edycja | Rok  | Gospodarz    | Pozycja                | Pozycja            | Pozycja                |
| Edycja | Rok  | Gospodarz    | 1.                     | 2.                 | 3.                     |
| ------ | ---- | ------------ | ---------------------- | ------------------ | ---------------------- |
| XXIV   | 1992 | Madryt       | Francja U-19           | Argentyna U-19     | Włochy U-19            |
| XXV    | 1993 | Lille        | Argentyna U-19         | Francja U-19       | Włochy U-19            |
| XXVI   | 1994 | Lyon         | Południowa Afryka U-19 | Włochy U-19        | Francja U-19           |
| XXVII  | 1995 | Bukareszt    | Francja U-19           | Argentyna U-19     | Południowa Afryka U-19 |
| XXVIII | 1996 | Brescia      | Argentyna U-19         | Walia U-19         | Rumunia U-19           |
| XXIX   | 1997 | Buenos Aires | Argentyna U-19         | Francja U-19       | Walia U-19             |
| XXX    | 1998 | Tuluza       | Irlandia U-19          | Francja U-19       | Argentyna U-19         |
| XXXI   | 1999 | Walia        | Nowa Zelandia U-19     | Walia U-19         | Południowa Afryka U-19 |
| XXXII  | 2000 | Francja      | Francja U-19           | Australia U-19     | Nowa Zelandia U-19     |
| XXXIII | 2001 | Chile        | Nowa Zelandia U-19     | Francja U-19       | Australia U-19         |
| XXXIV  | 2002 | Włochy       | Nowa Zelandia U-19     | Francja U-19       | Południowa Afryka U-19 |
| XXXV   | 2003 | Francja      | Południowa Afryka U-19 | Nowa Zelandia U-19 | Francja U-19           |

## IRB Under 19 World Championship
Pod koniec 2002 roku IRB ogłosiła całkowite przejęcie pieczy nad turniejem od roku 2004. Zmieniła jednocześnie system rozgrywek – dwadzieścia cztery drużyny, podzielone na dwie dywizje według wyników osiągniętych w poprzednim roku i regionalnych turniejach eliminacyjnych. Reprezentacje te zostały podzielone na cztery trzyzespołowe grupy i rywalizowały w ciągu trzech meczowych dni z drużynami z innej grupy (grupa A z D, B z C). Po zakończeniu pierwszej fazy ustalany był ranking – pierwsze cztery zespoły awansowały do półfinałów, kolejne cztery walczyły o miejsce piąte, zaś pozostałe o miejsce dziewiąte.
Po czterech edycjach, w związku z restrukturyzacją rozgrywek juniorskich turniej ten wraz z mistrzostwami U-21 został zastąpiony w 2008 roku przez mistrzostwa świata juniorów w rugby union i Junior World Rugby Trophy przeznaczone dla zawodników do lat dwudziestu
| Rok  | Gospodarz                    |                        | Mecz finałowy | Mecz finałowy          | Mecz finałowy          |         | Mecz o 3. miejsce | Mecz o 3. miejsce | Mecz o 3. miejsce |
| Rok  | Gospodarz                    | Zwycięzca              | Wynik         | 2. miejsce             | 3. miejsce             | Wynik   | 4, miejsce        |                   |                   |
| 2004 | RPA                          | Nowa Zelandia U-19     | 34 – 11       | Francja U-19           | Południowa Afryka U-19 | 38 – 31 | Anglia U-19       |                   |                   |
| 2005 | RPA                          | Południowa Afryka U-19 | 20 – 15       | Nowa Zelandia U-19     | Australia U-19         | 29 – 21 | Anglia U-19       |                   |                   |
| 2006 | Zjednoczone Emiraty Arabskie | Australia U-19         | 17 – 13       | Nowa Zelandia U-19     | Anglia U-19            | 12 – 12 | Francja U-19      |                   |                   |
| 2007 | Irlandia                     | Nowa Zelandia U-19     | 31 – 7        | Południowa Afryka U-19 | Australia U-19         | 25 – 21 | Walia U-19        |                   |                   |